# Tabanus yoshimotoi
Tabanus yoshimotoi är en tvåvingeart som beskrevs av Burger 1991. Tabanus yoshimotoi ingår i släktet Tabanus och familjen bromsar.
Artens utbredningsområde är Fiji. Inga underarter finns listade i Catalogue of Life.